# Pirtó
Pirtó ist eine ungarische Gemeinde im Kreis Kiskunhalas im Komitat Bács-Kiskun. Zur Gemeinde gehören die Ortsteile Csősztelekdűlő, Pirtóhegy und Zsombostódűlő. Ihren Namen erhielt die Gemeinde von einem ehemaligen in der Nähe gelegenen See namens Pir-tó, der jedoch schon in der Mitte des 20. Jahrhunderts verschilft und ausgetrocknet ist.

## Geografische Lage
Pirtó liegt 48 Kilometer südwestlich des Komitatssitzes Kecskemét und 10 Kilometer nordwestlich der Kreisstadt Kiskunhalas. Nachbargemeinden sind Soltvadkert und Tázlár.

## Geschichte
Archäologische Funde zeigen, dass die Gegend bereits zur Zeit der Árpáden besiedelt war. In den 1880er Jahren wurde die Eisenbahnlinie und 1912 der Bahnhof in Pirtó gebaut. Bis 1947 gehörte der Ort zur Stadt Kiskunhalas und ist seitdem eine eigenständige Gemeinde. Im Jahr 1949 hatte der Ort 1161 Einwohner.

## Infrastruktur
Neben dem Bürgermeisteramt gibt es im Ort Kindergarten, Grundschule, Bücherei, Kulturhaus, Post, eine Hausarztpraxis sowie eine Polizeistation. Der Ort ist traditionell landwirtschaftlich geprägt mit Weinbau, Obstbau sowie Roggen- und Gersteanbau. Die Tierhaltung ist charakterisiert durch Schaf- und Rinderzucht. Daneben haben sich in der Gemeinde in einem Gewerbegebiet verschiedene Wirtschaftsbetriebe angesiedelt.

## Gemeindepartnerschaft
- Mirăslău, Rumänien[1]

## Sehenswürdigkeiten
- Gedenkstein zum 60-jährigen Bestehen der Gemeinde (Pirtó alapítási emlékműve), erschaffen 2007 von József Szalai
- Heimatmuseum (Tájház)
- Lajos-Kossuth-Büste, erschaffen von István Máté
- Römisch-katholische Kirche Szűz Mária neve, erbaut 1966, mit einem freistehenden Glockenturm
- Schloss Knob (Knob-kastély), erbaut in den 1920er Jahren
- Steinkreuz, erschaffen 1927 von József Gulyás
- Szent-István-Büste, erschaffen von István Máté
- Villa Rásonyi-Papp, erbaut 1944

## Verkehr
Durch Pirtó verläuft die Hauptstraße Nr. 53. Die Gemeinde ist angebunden an die Eisenbahnstrecke vom Budapester Ostbahnhof nach Kelebia. Im Ort gibt es einen Bahnhof sowie die Haltestelle Pirtói szőlők. Zudem bestehen Fahrradwege in die benachbarten Orte Soltvadkert und Kiskunhalas.

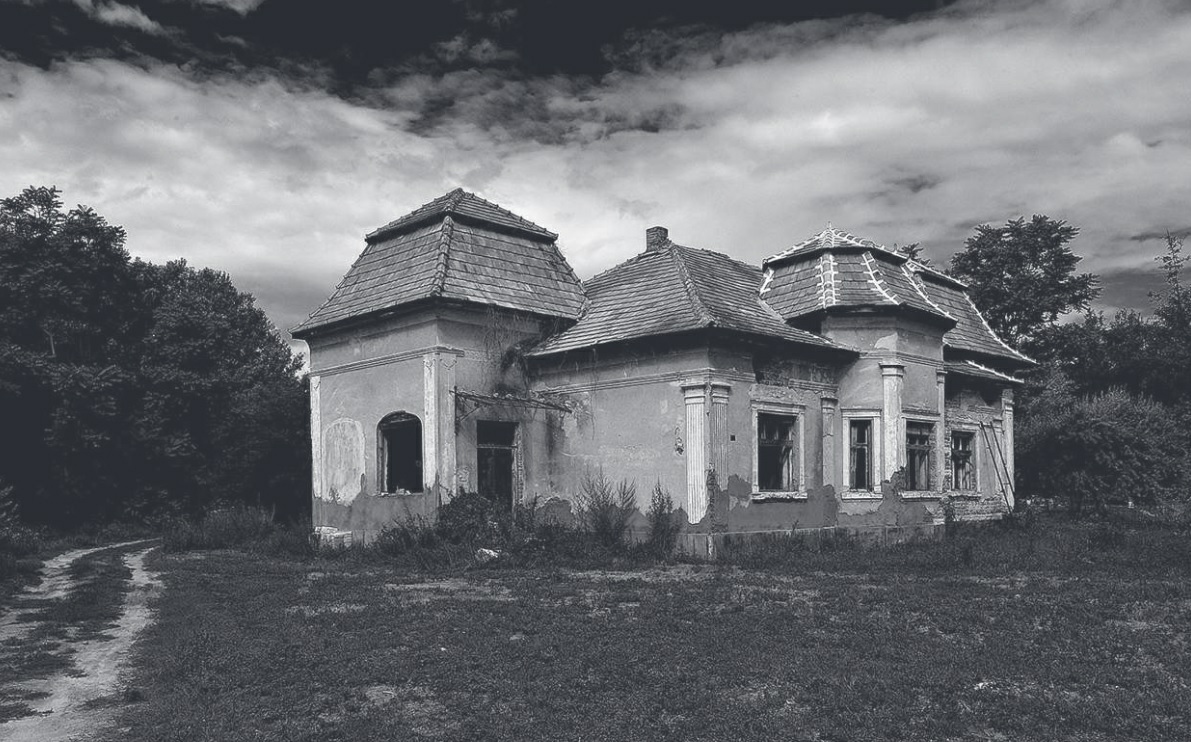
Schloss Knob
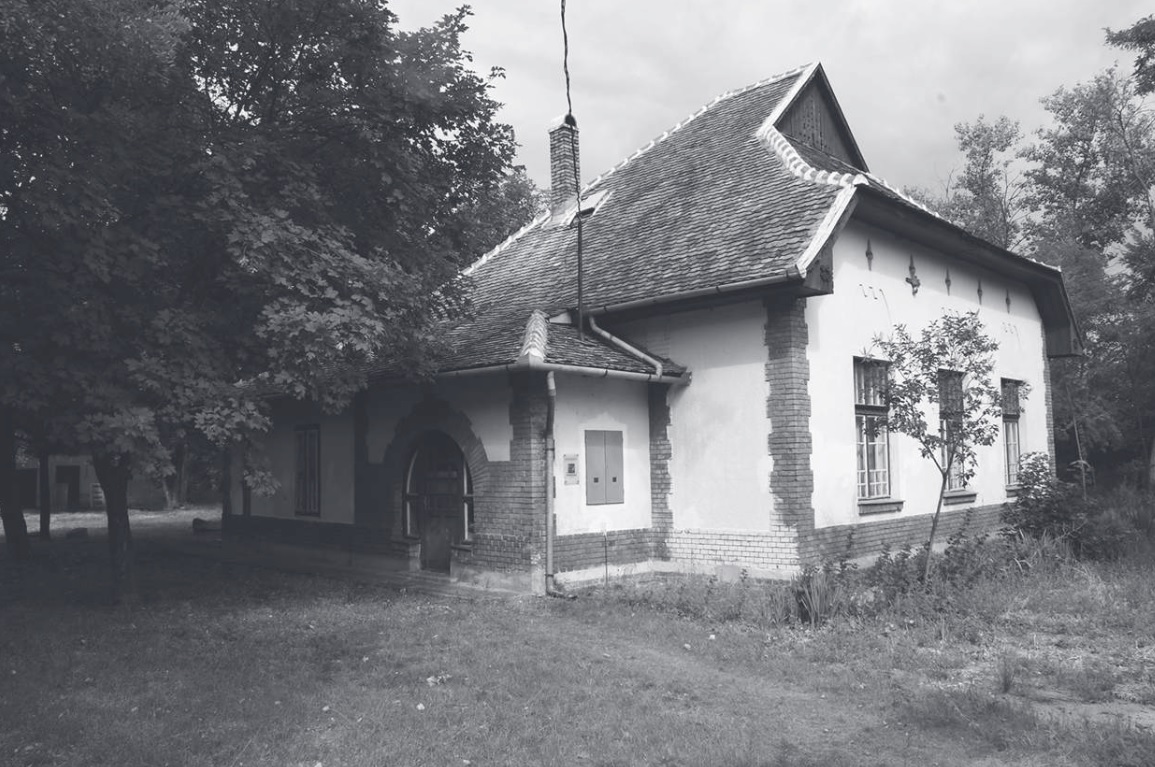
Grundschule
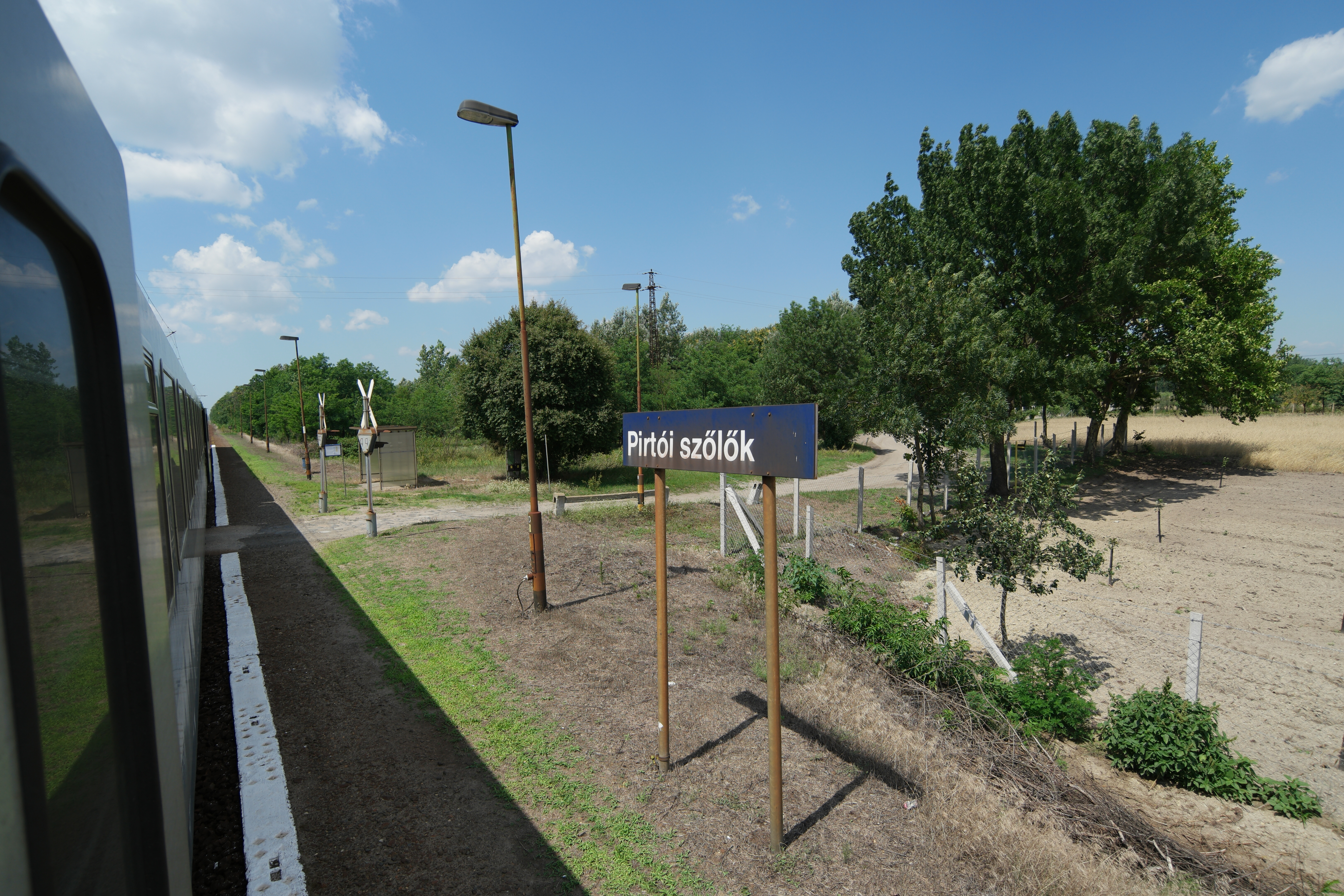
Haltestelle Pirtói Szőlők
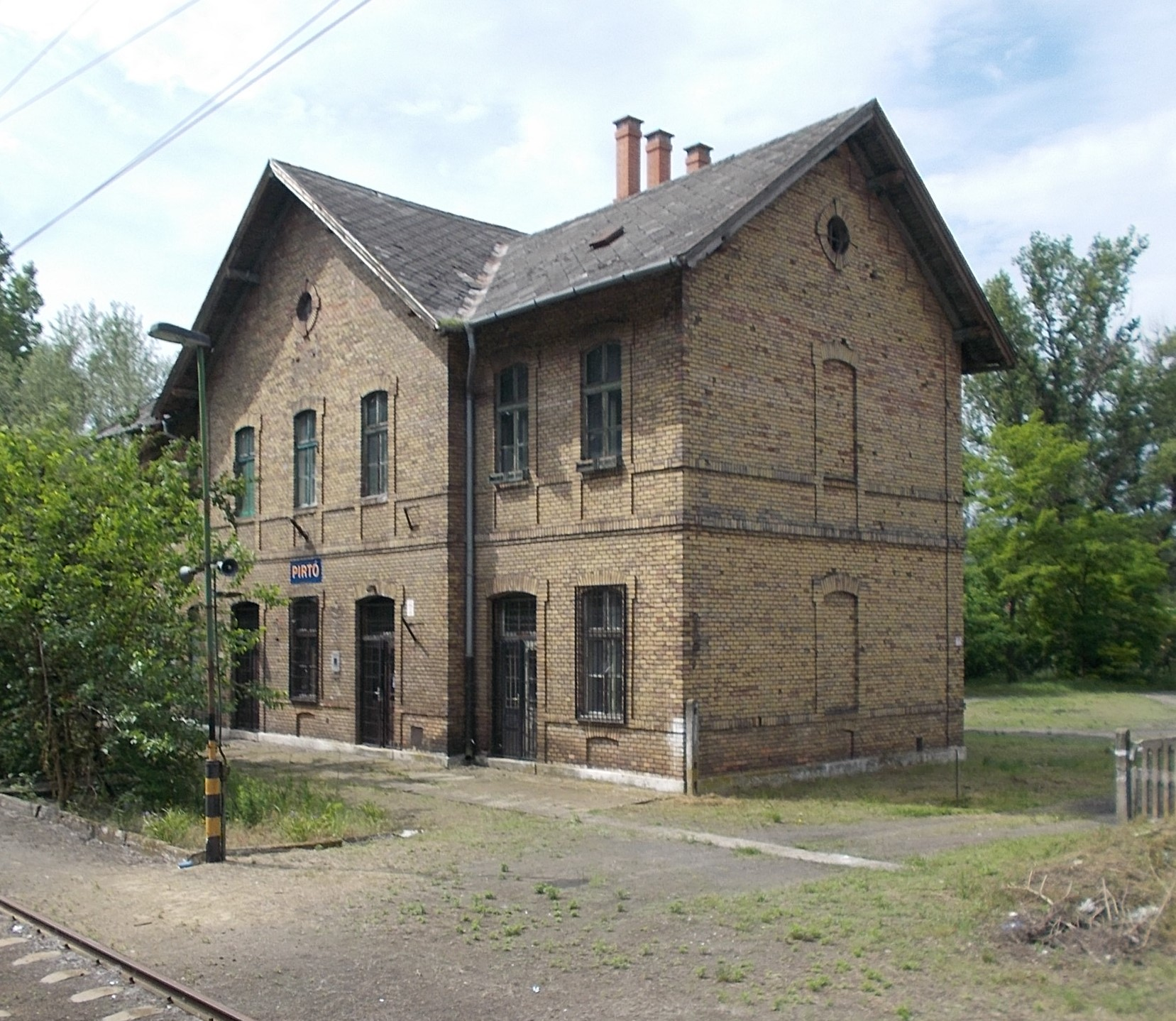
Bahnhof Pirtó